# Andrea Gumes
Andrea Gumes   (Barcelona, 1987) és una politòloga i periodista cultural catalana.

## Trajectòria
Gumes va presentar durant quatre temporades el magazín diari de Ràdio Primavera Sound Tardeo. L'any 2023 va presentar l'acte del Dia Internacional de les Dones de la Generalitat de Catalunya en format pòdcast. Actualment copresenta el pòdcast Ciberlocutorio amb Anna Pacheco, el pòdcast literari Demasiadas mujeres amb Berta Gómez i el pòdcast gastronòmic La cullerada amb Andreu Juanola.
Pel que fa a la televisió, ha estat presentadora del programa de websèries Tube d'assaig i col·laboradora del programa cultural Àrtic, ambdós a Betevé. També ha participat al programa Planta baixa de TV3 amb Agnès Marques. Juntament amb Alba Riera va codirigir i copresentar La turra a EVA. Té també una columna sobre sèries de telelvisió a la revista Rockdelux.